# احتجاجات على الحرب في أفغانستان

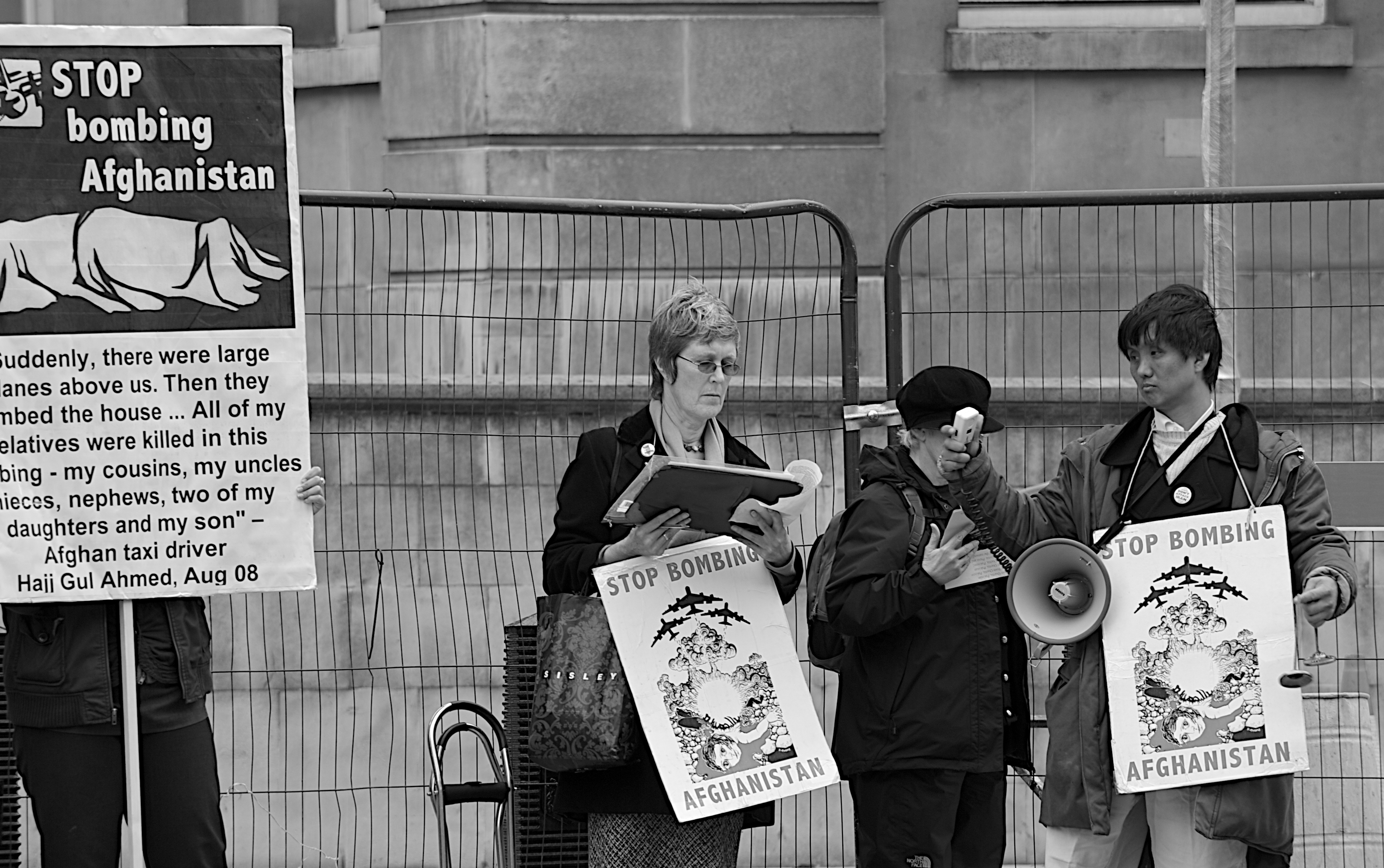
مظاهرة نُظِّمت أمام مقر رئاسة الوزراء البريطانية في داونينغ ستريت، لندن، احتجاجًا على الحرب في أفغانستان في أكتوبر 2008.

أثار غزو أفغانستان المقترح احتجاجات وخروج مظاهرات حاشدة في الأيام التي سبقت شن الحرب رسميًا في السابع من أكتوبر 2001. أدى استمرار الحرب في أفغانستان منذ عام 2001 إلى عام 2021 مزيدًا من الاحتجاجات والمعارضة للعمليات القتالية.

## 2001
تظاهر، في 29 سبتمبر 2001، ما يصل إلى 20 ألف شخص بواشنطن العاصمة، بالولايات المتحدة، للتنديد بغزو الولايات المتحدة الوشيك لأفغانستان. نظم الاحتجاجات تحالف الإجابة لوقف الحرب وإنهاء العنصرية. تجمع الآلاف في ميريديان هيل بارك (مالكولم إكس بارك) وساروا إلى وسط المدينة، بينما اشتبك أعضاء في التقارب المناهض للرأسمالية مع الشرطة في أماكن أخرى لفترة وجيزة في أثناء سيرهم إلى إدوارد آر. مورو بارك، على الجانب الآخر من مقر البنك الدولي وصندوق النقد الدولي. تجمعت كلتا المجموعتين من المتظاهرين في مسيرة في ساحة الحرية.
تجمع في سان فرانسيسكو ما يقرب من 10 آلاف شخص بحديقة في حي ميشن في سان فرانسيسكو للتنديد بخطط إدارة بوش للتدخل العسكري في أفغانستان.
تظاهر نحو 2500 شخص في شوارع ويست وود بولاية لوس أنجلوس.
شارك ما بين 3000 إلى 5000 شخص في نيويورك في مسيرة سلام بميدان الاتحاد.
شارك 5000 شخص، في برشلونة بإسبانيا، في مسيرة، وساروا خلف لافتة كُتب عليها: «لا مزيد من الضحايا – من أجل السلام». حث المتظاهرون الحكومة الإسبانية على عدم دعم أي تدخل عسكري أمريكي أو رد فعل من الناتو.
تظاهر عدة آلاف، في الأول من أكتوبر عا 2001، في نيويورك، وبالقرب من واشنطن، على أي هجوم عسكري ردًا على هجمات 11 سبتمبر في نيويورك. كان المتظاهرون يرتدون شارات تحمل عبارات: «لا تحولوا المأساة إلى حرب» و«حزننا ليس نداءً من أجل الحرب»، حيث أكدوا أن الهجمات لم تكن عملًا حربيًا بل عملًا إجراميًا يجب التعامل معه من خلال نظام العدالة الدولي.
خرج ما بين 10 إلى 12 ألف شخص، في السابع من أكتوبر عام 2001، في نيويورك لمعارضة ما يُسمى بالحرب على الإرهاب والتي تشنها إدارة بوش. سارت المجموعة من ميدان الاتحاد إلى تايمز سكوير، حيث هتفت للشرطة في بداية المسيرة. قلصت الشرطة قائمة تضم نحو اثني عشر متحدثًا إلى ثلاثة أو أربعة، واقتادهم في النهاية إلى «نقطة انطلاق» ذات حارة واحدة فقط.
انضم أكثر من 20 ألف شخص، في 13 أكتوبر عام 2001، إلى أكبر احتجاجات في المملكة المتحدة على العمل العسكري في أفغانستان من قِبل الولايات المتحدة وحلفائها. كان الإقبال ضعف ما كان يتوقعه المنظمون، حيث انتهت المسيرة الصاخبة التي اتسمت بالسلمية عبر لندن بتجمع في ميدان ترافالغار.
تجمع في غلاسكو، اسكتلندا، بالمملكة المتحدة، نحو 1500 شخص في ساحة جورج في مسيرة تناهض العمل العسكري في أفغانستان.
خرج في ألمانيا أكثر من 25 ألف متظاهر إلى الشوارع في المدن في جميع أنحاء البلاد. اتجهت في برلين أكبر مظاهرة ضمت نحو 15 ألف شخص إلى الساحة المركزية في تظاهرة أعقبت عدة مسيرات في جميع أنحاء المدينة تحت شعار «لا للحرب – ادعموا السلام».
خرجت في السويد أكبر مظاهرة في غوتنبرغ، حيث سار أكثر من 2500 شخص في أنحاء المدينة.
نزل 10 آلاف شخص في سان فرانسيسكو إلى الشوارع، بينما اجتذب تجمع حاشد في واشنطن سكوير في مدينة نيويورك نحو 700 شخص.
تظاهر في أستراليا آلاف الأشخاص في مدن سيدني وملبورن وبيرث وأديلايد.
دعا مئات الآلاف من المتظاهرين من دعاة السلام في إيطاليا والهند، في 14 أكتوبر 2001، إلى إنهاء القصف بأفغانستان. شارك أكثر من 200 ألف متظاهر في مسيرة سلام من مدينة بيروجيا بوسط إيطاليا إلى أسيزي، حيث هتف المتظاهرون: «أوقفوا الإرهاب على أفغانستان» و«نريد السلام لا الحرب»، ورددوا هتافات تهاجم الرئيس الأمريكي جورج دبليو بوش.
نظم 70 ألف شخص، في كلكتا بالهند، أكبر احتجاج مناهض للحرب شهدته البلاد على الإطلاق. سار المتظاهرون لمسافة تزيد عن 7.5 ميل عبر المدينة، واستمتعوا بأداء الفنانين الذين رددوا الأغاني الشعبية المناهضة للحرب.
خرج مئات المتظاهرين، في 10 نوفمبر 2001، بعد أسابيع من القصف، إلى الشوارع في جميع أنحاء المملكة المتحدة للمطالبة بإنهاء قصف أفغانستان. تجمع في بولتون 250 شخصًا في ساحة فيكتوريا بالمدينة. دعا نحو 200 متظاهر في يورك إلى إنهاء الحرب خلال مظاهرة استمرت ساعتين، كما أقيمت وقفة احتجاجية مسائية في لندن.
شارك الآلاف، نحو 15 ألف بحسب تقديرات الشرطة، و100 ألف بحسب تقديرات المنظمين، من جميع أنحاء المملكة المتحدة، في 18 نوفمبر 2001، في مسيرة في لندن للتظاهر مرة أخرى على الحرب في أفغانستان.
لوَّح العديد من المتظاهرين بلافتات كُتب عليها «أوقفوا الحرب» و«ليس باسمي». تضمن التجمع الأخير إمكانية الصلاة، للسماح للمسلمين المتدينين بممارسة شعائرهم الدينية، نظرًا لأن المظاهرة جاءت في شهر رمضان. كان من بين المتحدثين الرئيسيين الناشطة في مجال حقوق الإنسان بيانكا جاغر، وعضو حزب العمال المخضرم توني بين، والنائب عن حزب العمال جورج غالواي، بالإضافة إلى متحدثين من المسلمين.
قال عضو البرلمان بول مارسدن للتجمع:
إنكم ترسلون رسالة قوية أخرى إلى البيت الأبيض مفادها أننا لن نسمح باستبدال فظائع 11 سبتمبر مزيد من الفظائع في أفغانستان.

قالت ليندسي جيرمان منظمة المظاهرة إن حملة القصف لم تفعل شيئًا للتصدي للإرهاب الدولي.
لم تكن أهداف الحرب تقلد التحالف الشمالي السلطة في أفغانستان ليحل محل طالبان. غالبية الناس الذين يعرفون شيئًا عن كلا النظامين يعتبرون التحالف الشمالي على نفس القدر من السوء.
كانت هذه المظاهرة، في ذلك الوقت، هي أكبر تظاهرة سلمية منذ أكثر من عشرين عامًا.